# Финне, Ялмари
Ялмари Финне фин. Jalmari Finne, 1874—1938) — финский писатель, переводчик, театральный режиссёр, историк.

## Биография
Родился в семье бухгалтера Юхана Адольфа Густава Финне (1847—1926) и Вильгельмины Вестерлинг (1846—1926).
Сложился как писатель на рубеже XIX—XX веков, стал известен как автор ряда юмористических и детских произведений. Серия 1914—1925 годов его книга «Kiljusen herrasväki» дала нарицательное имя типовому обозначению психопатического семейства.
Гражданская война 1918 года в Финляндии временно объединила финские и шведские группировки финской буржуазии против рабочего класса. Реакционные методы их борьбы после окончания гражданской войны возродили с новой силой демагогическую агитацию не только антирусскую, но и антишведскую. Активистом в ней выступил Я. Финне, он пишет роман-«агитку» против шведоманства («Sammuva valo», 1931).
В феврале 1935 года в Финляндии начался и длился потом 2 года суд над коммунистом-подпольщиком Тойво Антикайненем. Обвинителем был Олави Хонка. Процесс получил широкую известность именно из-за сильной политизированности. Дело Антикайнена вызвало бурную полемику о возможности применении смертной казни в Финляндии — на этом настаивала часть правых политиков. Процесс получил и широкую международную известность — развернулось движение солидарности с подсудимым, знаменем движения стал задержанный в Германии болгарский коммунист Георгий Димитров. В защиту Антикайнена выступили писатели-коммунисты — Джованни Джерманетто и Мартин Андерсен-Нексё. В свою очередь Ялмари Финне требовал разобраться с Антикайненом при помощи суда Линча.
Умер от продолжительной и тяжёлой болезни в Больнице Салус. Похоронен на кладбище Кангасала.